# Werner Brandes
Werner Ludwig Konrad August Arnold Brandes (* 10. Juli 1889 in Braunschweig; † 30. September 1968 in Los Angeles County, Kalifornien) war ein deutscher Kameramann.

## Leben
Ab 1909 war er für Franz Porten im Filmbereich als Kameramann tätig. Bis zum Beginn des Ersten Weltkrieges stand er bei der Produktion mehrerer Historienfilme hinter der Kamera, darunter Theodor Körner (1912), Aus Deutschlands Ruhmestagen 1870/71 (1913) und Der Film von der Königin Luise (1913). Nach dem Krieg wurde er „Chef-Operateur“ der Joe-May-Filmgesellschaft. In dieser Funktion war er für die Aufnahmen der Monumentalfilmserie Die Herrin der Welt (1919/20) sowie für den Exotik-Zweiteiler Das indische Grabmal (1921) verantwortlich. Gegen Ende der 1920er Jahre sammelte Brandes erste internationale Erfahrungen mit Filmproduktionen in England. Er stand für Ewald André Duponts Piccadilly – Nachtwelt und Arthur Robisons The Informer, beide 1929 in England produziert, hinter der Kamera.
Mit Emil und die Detektive in der Regie von Gerhard Lamprecht war Brandes an einem erfolgreichen frühen Tonfilm beteiligt. In den 1930er Jahren filmte er viele leichte Unterhaltungsfilme (Musik- und Operettenfilme), aber auch Veit Harlans Der Herrscher. 1939 emigrierte Werner Brandes seiner jüdischen Frau zuliebe in die Schweiz, 1946 ging das Ehepaar in die Vereinigten Staaten.

## Filmografie
- 1912: Theodor Körner
- 1913: Die Befreiung der Schweiz und die Sage vom Wilhelm Tell
- 1913: Der Film von der Königin Luise
- 1913: Aus Deutschlands Ruhmestagen 1870/71
- 1914: Der Hund von Baskerville
- 1919/20: Die Herrin der Welt (8 Teile)
- 1920: Die Legende von der heiligen Simplicia
- 1920: Die Schuld der Lavinia Morland
- 1921: Das indische Grabmal (2 Teile)
- 1921: Junge Mama
- 1921: Am Webstuhl der Zeit
- 1921: Die goldene Kugel
- 1923: Ein Weib, ein Tier, ein Diamant
- 1923: S.O.S. Die Insel der Tränen
- 1923: Die grüne Manuela
- 1924: Mensch gegen Mensch
- 1925: Liebe macht blind
- 1925: Der Flug um den Erdball
- 1925: Der Demütige und die Sängerin
- 1925: Ein Walzertraum
- 1926: Sein großer Fall
- 1926: Der Mann im Feuer
- 1927: Die Frau im Schrank
- 1927: Die selige Exzellenz
- 1927: Die Walpurgisnacht
- 1928: Die Durchgängerin
- 1928: Moulin Rouge
- 1928: Dulderin Weib (Tesha)
- 1929: Der Bund der Drei
- 1929: Piccadilly – Nachtwelt
- 1929: Die Nacht nach dem Verrat (The Informer)
- 1930: Liebeswalzer
- 1930: Die singenden Babies
- 1930: Rosenmontag
- 1930: Der Schuß im Tonfilmatelier
- 1930: Die blonde Nachtigall
- 1931: Der Stumme von Portici (Kurzfilm)
- 1931: Das gelbe Haus des King-Fu
- 1931: D-Zug 13 hat Verspätung
- 1931: Emil und die Detektive
- 1931: Der kleine Seitensprung
- 1932: Friederike
- 1932: Strich durch die Rechnung
- 1932: Wenn die Liebe Mode macht
- 1932: Das Mädel vom Montparnasse
- 1933: Heideschulmeister Uwe Karsten
- 1933: Der Stern von Valencia
- 1933: Eine Tür geht auf
- 1934: Die Töchter ihrer Exzellenz
- 1934: Die Bande vom Hoheneck
- 1934: Einmal eine große Dame sein
- 1934: Abschiedswalzer
- 1934: G’schichten aus dem Wienerwald
- 1935: Stradivari
- 1935: Winternachtstraum
- 1935: Regine
- 1935: Die Pompadour
- 1935: Die ganze Welt dreht sich um Liebe
- 1936: Das Schloß in Flandern
- 1936: Die Entführung
- 1936: Die Leuchter des Kaisers
- 1936: Lumpacivagabundus
- 1936: Wo die Lerche singt
- 1937: Musik für dich
- 1937: Der Unwiderstehliche
- 1937: Der Herrscher
- 1937: Das große Abenteuer
- 1938: Die unruhigen Mädchen (Finale)
- 1938: Spiegel des Lebens
- 1938: Pusztaliebe (Tiszavirág)
- 1938: Zwischen Strom und Steppe
- 1939: Der singende Tor
- 1939: La casa lontana (italienische Fassung von Der singende Tor)
- 1939: Wehrhafte Schweiz
- 1941: Bider der Flieger
- 1942: Der Kegelkönig (De Chegelkönig)
- 1943: Postlagernd 212
- 1947: Träume zu verkaufen (Dreams That Money Can Buy)
- 1957: Sommerliebe am Bodensee